# Epiblastus pullei
Lan dạ bích rễ ngắn (danh pháp hai phần: Epiblastus pullei) là một loài thực vật có hoa trong họ Lan (Orchidaceae). Loài này được J.J.Sm. mô tả khoa học đầu tiên năm 1914.